# Lijst van oorlogsmonumenten in Scherpenzeel
De Nederlandse gemeente Scherpenzeel heeft 2 oorlogsmonumenten. Hieronder een overzicht.
| Nr.  | Object                              | Herdachte groep                                          | Ontwerper               | Onthulling     | Type            | Locatie                | Plaats       | Coördinaten                 | Foto                                |
| ---- | ----------------------------------- | -------------------------------------------------------- | ----------------------- | -------------- | --------------- | ---------------------- | ------------ | --------------------------- | ----------------------------------- |
| 2097 | Verzetsmonument                     | verzet Nederland                                         | Dhr. J.M. Germans       | 1 oktober 1949 | beeld/sculptuur | Molenweg 4, 3925 CJ    | Scherpenzeel | 52° 4' 41" NB, 5° 29' 5" OL | Verzetsmonument                     |
| 2507 | De Voorposten Grebbelinie 1939-1949 | militairen in dienst van het Ned. Kon. 1940-1945, overig | C. Sangers (15-12-1941) | 5 mei 1982     | overig          | De Voorposten, 3925 TS | Scherpenzeel | 52° 5' 0" NB, 5° 29' 27" OL | De Voorposten Grebbelinie 1939-1949 |

Aalten ·
Apeldoorn ·
Arnhem ·
Barneveld ·
Berg en Dal ·
Berkelland ·
Beuningen ·
Bronckhorst ·
Brummen ·
Buren ·
Culemborg ·
Doesburg ·
Doetinchem ·
Druten ·
Duiven ·
Ede ·
Elburg ·
Epe ·
Ermelo ·
Harderwijk ·
Hattem ·
Heerde ·
Heumen ·
Lingewaard ·
Lochem ·
Maasdriel ·
Montferland ·
Neder-Betuwe ·
Nijkerk ·
Nijmegen ·
Nunspeet ·
Oldebroek ·
Oost Gelre ·
Oude IJsselstreek ·
Overbetuwe ·
Putten ·
Renkum ·
Rheden ·
Rozendaal ·
Scherpenzeel ·
Tiel ·
Voorst ·
Wageningen ·
West Betuwe ·
West Maas en Waal ·
Westervoort ·
Wijchen ·
Winterswijk ·
Zaltbommel ·
Zevenaar ·
Zutphen